# Прутняк круглолистный
Прутняк круглолистный (лат. Vitex rotundifolia)  —  вид цветущего растения семейства Яснотковые (Lamiaceae). Произрастает на побережьях Тихого океана. Его ареал включает континенты и острова, простирающиеся от востока Индии до Гавайских островов и от юга Кореи до Австралии. Обычно этот кустарник вырастает примерно до 1 м в высоту. Он имеет раскидистый рост и дает побеги, которые регулярно укореняются в узлах. Такая схема укоренения позволяет растению быстро распространяться. В зрелом состоянии V. rotundifolia дает сине-фиолетовые цветки, которые собраны в кисти и в конечном итоге дают небольшие коричнево-чёрные плоды. Листья закруглены на кончиках, с зелёной верхней поверхностью и серебристой нижней поверхностью. Хотя это растение обитает на берегу моря, оно растёт в широком диапазоне широт. Его использовали в лечебных целях на всей территории его естественного ареала. Совсем недавно он был завезён на восток США, где стал инвазивным видом на побережье. В настоящее время предпринимаются усилия по защите хрупкой экосистемы пляжных дюн.

## Описание
Раскидистый кустарник, высота которого может достигать 1,5 м, хотя обычно его высота составляет от 0,5 до 1 м. В результате быстрого узлового укоренения растение может образовывать плотные коврики, достигающие более 10 м от родительского растения.

### Стебли
Новые стебли сначала зелёные, квадратные и мясистые, затем созревают и становятся коричневыми и деревянистыми. Старые стебли большого диаметра покрыты сильно трещиноватой корой. Ползучие горизонтальные стебли дают частые вертикальные ветви. Листья обладают сильным ароматом, который усиливается при растирании.

### Листья
Большинство листьев простые, но иногда могут быть пальчато-тройчатыми или двойчатыми. Листовая пластинка размером от 2 до 6,5 см в длину и 1–4,5 см в ширину. Край листа цельный. Форма листьев варьируется от яйцевидной до обратнояйцевидной с острым основанием и тупой вершиной. Иногда верхушки листьев острые или выемчатые. Верхняя поверхность листьев темно-зелёная, тогда как нижняя поверхность листьев имеет цвет от серебристого до белого и светло-зелёного; все поверхности листьев войлочные.  Основания черешков обычно имеют пурпурный оттенок и имеют размеры от 0 до 1 см в длину. Листовая пластинка слегка изогнута вниз. Жилки листьев зелёного цвета, светлее, чем окружающие ткани.

### Цветы
Цветки собраны в бокоцветные метёлки, которые могут быть верхушечными или пазушными. Длина соцветий составляет от 3 до 7 см. Чашечка чашевидная, длина чашелистика от 4 до 4,5 см. Цветки зигоморфные, от пурпурного до сине-фиолетового цвета, на короткой цветоножке. Они двугубые, воронкообразные (размером 8 мм в длину). Четыре тычинки двудинамные и выходят за пределы трубки венчика (размером от 9 до 10 мм). Столбик выходит за пределы тычинок (общая длина: 12 мм). Завязи состоят из двух плодолистиков, каждый из которых содержит по два односемянных локул.

### Плоды
Плоды представляют собой шаровидные костянки, которые в незрелом состоянии зелёные, но перед созреванием становятся жёлтыми и красными до голубовато-чёрного цвета. В литературе плоды часто ошибочно характеризуются как «семена» или «ягоды». Каждая костянка содержит максимум четыре семени, хотя обычно их меньше из-за выпадения семян.

### Семена
Каждое семя заключено в отдельный отсек. Эндосперм отсутствует. Семена прорастают в нежные проростки с двумя семядолями и быстро развивают два настоящих листа с красными краями. Уровень плоидности 2n = 32, 34*.

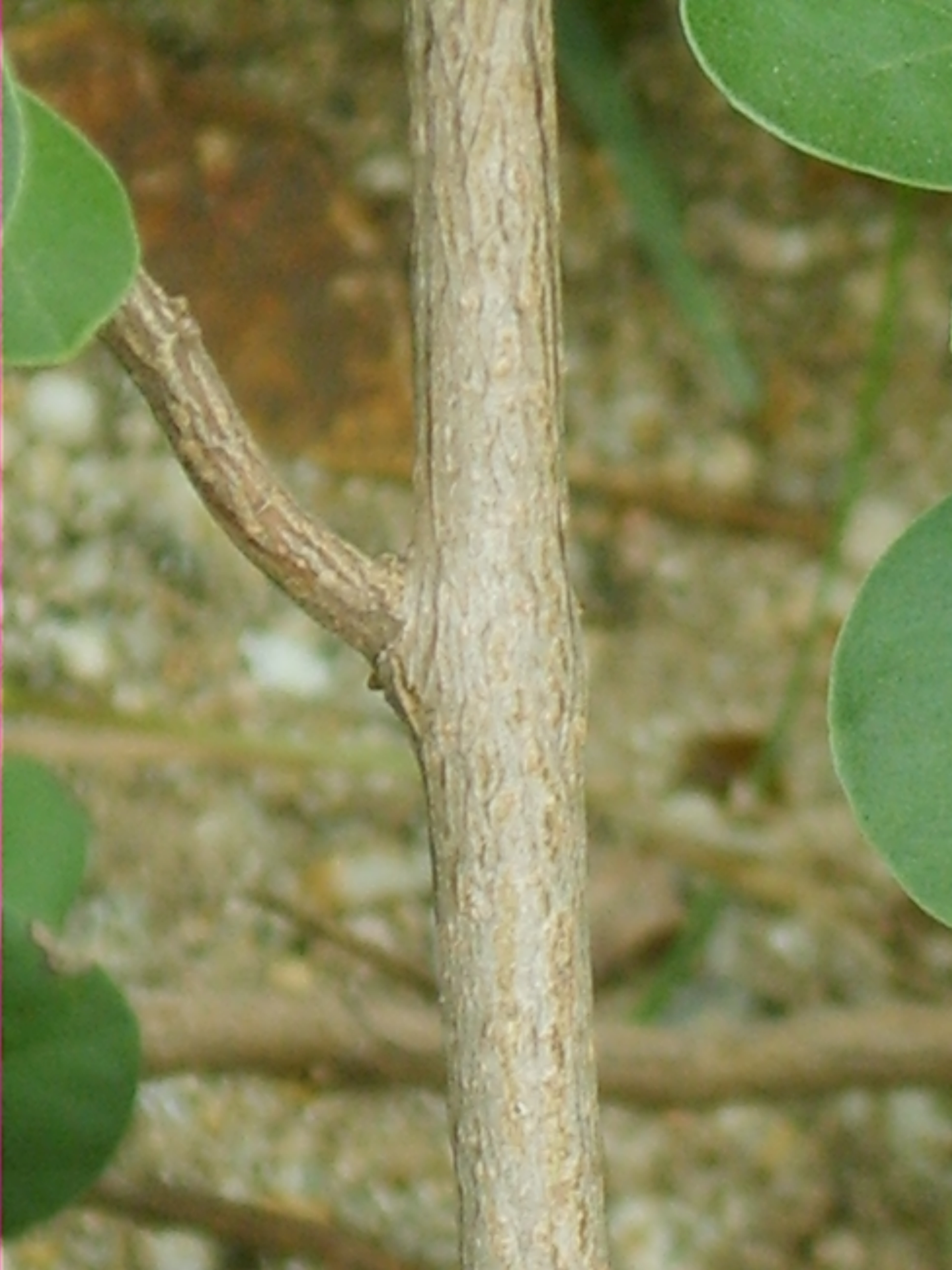
Одресневевший стебель

## Таксономия
Vitex rotundifolia — представитель семейства Яснотковые (Lamiaceae) и подсемейства Витексовые (Viticoideae).  Впервыве растение было описано сыном Карла Линнея, Карлом Линнеем Младшим. Первоначальное описание было опубликовано в Supplementum Plantarum в 1782 году. Родовой эпитет Vitex происходит от латинского viere, что означает «связывать или скручивать», в отношении верёвкообразных стеблей, производимых некоторыми видами этого рода. Видовой эпитет rotundifolia происходит от латинского rotundus, что означает «круглый, сферический», и folium, что означает «лист». Это отсылка к округлой форме листьев.

### Классификация родового уровня
Прутняк и все другие представители семейства Вербеновые (Verbenaceae), за исключением представителей подсемейства Verbenoideae, недавно были перенесены в семейство Яснотковые (Lamiaceae). В результате этой реорганизации были созданы два монофилетических семейства из парафилетических Verbenaceae и полифилетических Lamiaceae. Эта новая схема классификации была первоначально предложена Филипом Дугласом Кантино в 1992 году. Последующий анализ пластомных ДНК, анализ последовательности rbcL,  хемотаксономические исследования, и морфологический анализ подтвердили первоначальную логику реорганизации семейства.
Этот пересмотр привел к некоторой путанице в классификации V. rotundifolia в литературе. Несмотря на то, что эта ревизия хорошо подкреплена большим количеством данных, многие авторы продолжают ошибочно относить растение к вербеновым.

### Классификация видового уровня
Недавние пересмотры рода Прутняк (Vitex) поместили V. rotundifolia в синонимы V. trifolia subsp. littoralis Steenis — Прутняк трёхлистный прибрежный. Предыдущие исследователи помещали V. rotundifolia в подчинённое положение V. trifolia. Moldenke (1958), V. rotundifolia в синонимы V. trifolia var. simplicifolia. Расположение Молденке противоречило позиции Корнера (1939), который считал V. rotundifolia отличным от V. trifolia. Размещение Корнера впоследствии было поддержано несколькими авторами: Фосбергом (1962), Муниром (1987), и Вагнером (1999).

### Обиходные названия

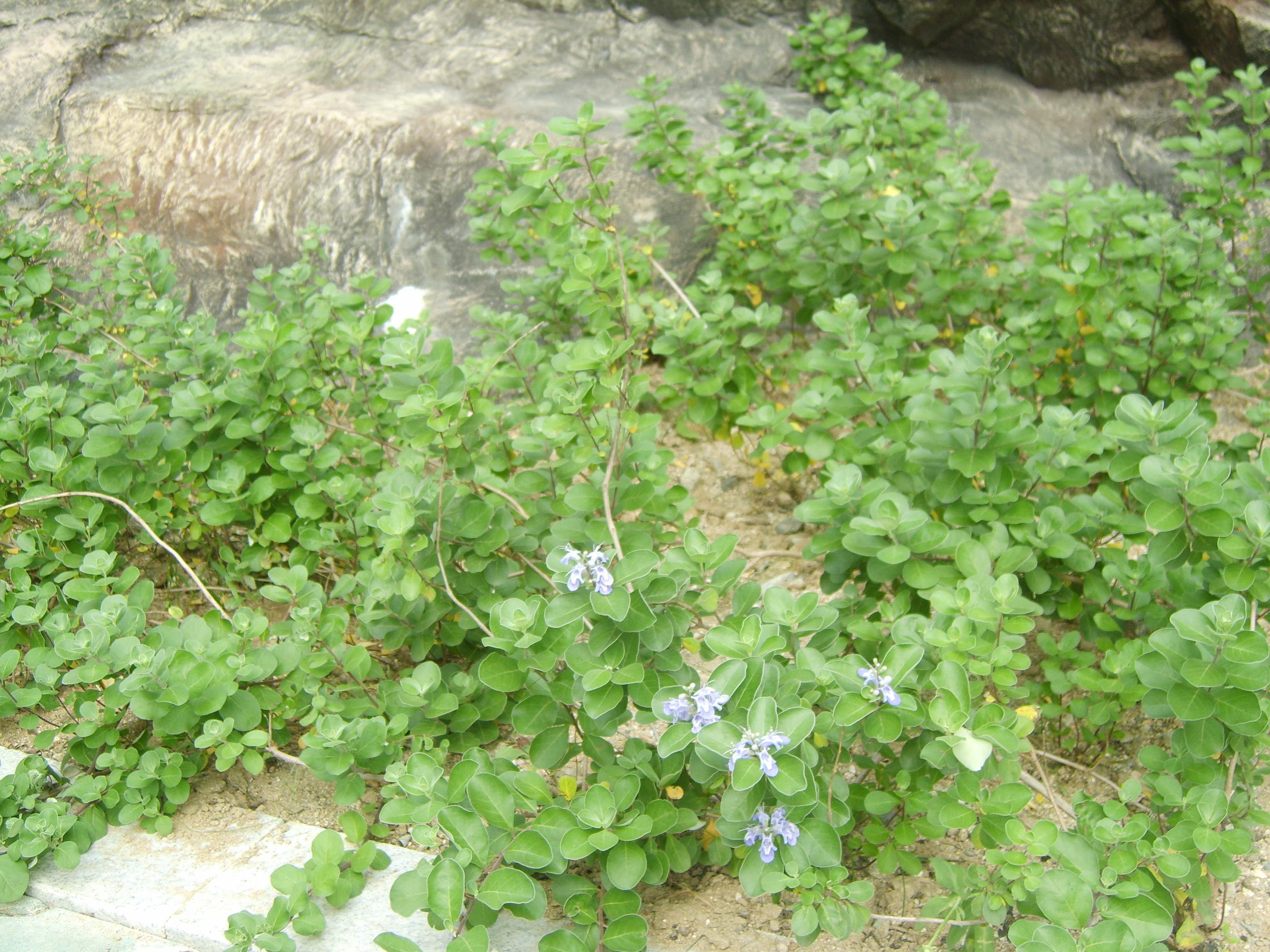
Vitex rotundifolia, растущий на камнях в Инчхоне, Корея

Вероятно, из-за широкого распространения V. rotundifolia растение приобрело множество обиходных названий.
Англоговорящие страны
- Пляжный витекс[21]
- Целомудренное дерево круглолистное[22]
- Целомудренное дерево однолистное[23]
- Витексберри[21]
- Монахский перец[21]

Китай
- Дэн йе ман цзин[24][25]

Япония
- Хамагу [26]

Корея
- Сунбигинаму [27]
- Ман Хён Джа (в основном лекарственное имя) [28]

Гавайи
- Колоколо кахакай [29]
- Хинахина коло [29]
- Манаванава [29]
- Маванавана [29]
- Похинахина [29]
- Полиналина [29]

### Гибриды
В Чикагском ботаническом саду были выведены многочисленные гибриды Vitex agnus-castus и Vitex rotundifolia. Эти сорта прошли успешные испытания в Longwood Gardens. По характеристикам гибриды больше похожи на V. rotundifolia, чем на V. agnus-castus. Однако гибриды более прямостоячие, чем V. rotundifolia, и их описывают как «открытые и раскидистые». Характеристики листьев являются промежуточными между двумя родительскими растениями, в то время как сине-фиолетовая окраска цветков родителей сохраняется у гибрида.

## Распространение и среда обитания

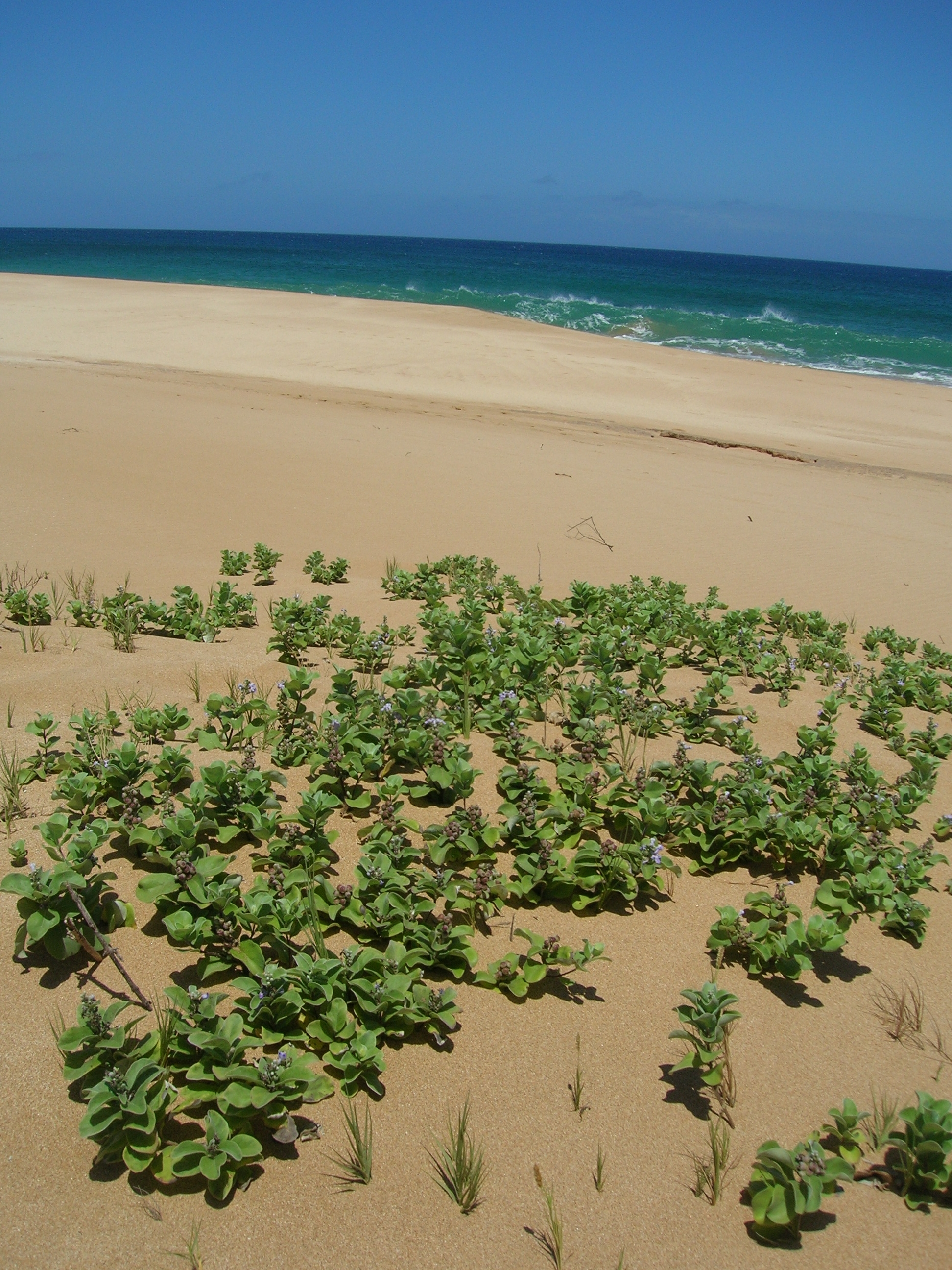
Прутняк трёхлистный на пляже на Гавайях, США.

V. rotundifolia растет вдоль песчаных и каменистых берегов на высоте от 0 до 15 м над уровнем моря. Растения дорастают до самих океанских волн. V. rotundifolia очень устойчив к суровым условиям пляжных дюн, характеризующимся сильной жарой, сильным ветром, грубой текстурой почвы и повышенной соленостью.
Естественный ареал этого растения включает большую часть Тихоокеанского региона и многие тихоокеанские острова. Растение наблюдал Мунир из Северной и Западной Австралии, Новой Гвинеи, Индонезии, Новой Каледонии, Полинезии, Гавайев, Малайи, Филиппин и Гонконга. Молденке сообщил о V. rotundifolia в Бразилии, Маврикии, Реюньоне, Бангладеш, Шри-Ланке, Андаманских островах, Китае, Тайване, Японии, островах Рюкю, Корее, Индокитае, Таиланде, Борнео и Сараваке. Растение также наблюдалось на юге Индии. Сообщалось о выращивании V. rotundifolia в Англии, Флориде, Германии, на Гавайских островах, в Гонконге, на Яве, на острове Джонстон, в Мэриленде и Нью-Йорке. В настоящее время в Соединенных Штатах прутняк круглолистный натурализован только в юго-восточных штатах вдоль восточного побережья и побережья Персидского залива.

## Биология и экология
Многолетнее растение, которое растет в течение летних месяцев в умеренных и тропических районах Тихого океана. В регионах с умеренным климатом растение листопадное и теряет листья в прохладные осенние ночи. На юго-востоке США листья появляются в апреле, а цветение происходит с июня по август, а вскоре после этого следует плодоношение. Плоды могут оставаться прикрепленными к растению до ранней весны. V. rotundifolia способен зимовать на дюнах Южной и Северной Каролины, а также в прибрежных районах залива. Он может выжить в зонах устойчивости Министерства сельского хозяйства США с 6b по 10.

### Рост
Растение быстро растёт и размножается вегетативным путём. По мере взросления растение начинает цвести. После созревания растение дает большое количество плодов (до 5581 плода на квадратный метр).

### Опыление
Посещение насекомых является вероятным методом переноса пыльцы из-за пространственного разделения пыльников и рыльца, что делает самоопыление маловероятным. Абэ сообщил, что цветы V. rotundifolia на острове Нисино-сима посещали мухи, медоносные пчелы, жуки, бабочки и муравьи, хотя большинство посетителей были муравьями. Различные группы опылителей посещают цветы в поисках вознаграждения в размере 0,5 мкл/цветочный нектар. Из-за такого широкого круга посетителей маловероятно, что растению потребуется специальное насекомое для успешного опыления.

### Покой
Имеющиеся данные указывают на то, что пляжный витекс обладает комбинационным механизмом покоя. Этот механизм покоя состоит из физического компонента покоя и физиологического компонента покоя. Считается, что механизм физического покоя, по крайней мере частично, обеспечивается кутикулярными алканами, которые предотвращают проникновение воды. Механизм физиологического компонента покоя ещё полностью не изучен. Этот механизм покоя позволяет создать значительный почвенный банк семян, способный выжить и дать новые всходы в течение более 4 лет после удаления всей растительности. Механизмы покоя также позволяют растению распространяться на большие расстояния.

### Распространение
Имеются существенные подтверждающие доказательства механизма распространения плодов прутняка круглолистного по воде. Растения V. rotundifolia распространены по всему Тихому океану, включая прибрежные районы двух континентов и многие острова. Расселение птиц крайне маловероятно, поскольку награда за мясистые плоды отсутствует. Распространение водой является наиболее вероятным средством распространения, способным обеспечить распространение на такие большие расстояния. Плоды покрыты толстым слоем гидрофобных кутикулярных алканов, что позволяет им противостоять проникновению воды в течение длительного времени. Исследователи наблюдали, как плоды V. rotundifolia плавают по рекам и океанам.

### Генетическое разнообразие
Было обнаружено, что генетическое разнообразие внутри популяций намного ниже, чем в среднем для большинства древесных растений. Кроме того, было обнаружено, что дивергенция между популяциями выше. Между популяциями существовали большие генетические различия, что указывает на ограниченный поток генов между популяциями. Это вполне объяснимо, поскольку прутняк круглолистный занимает ограниченную экологическую нишу. Поскольку популяции в основном клональны, это может усилить генетический дрейф. Значительные различия наблюдались в отношении генотипа и хемотипа различных образцов прутняка круглолистного, собранных по всему Китаю. Генотипические и хемотипические вариации были тесно связаны.  Наблюдалась большая генетическая изменчивость между популяциями при меньшей изменчивости внутри популяций, а растения в пределах 20 м друг от друга были тесно связаны. Считалось, что дифференциация отдельных популяций может быть причиной вариаций между популяциями.

## Лекарственное использование
Vitex rotundifolia имеет множество медицинских применений. Эти виды использования в целом аналогичны тем, которые использует Vitex agnus-castus.

## Проблемы окружающей среды
В районах, куда был завезён прутняк круглолистный за пределы естественного ареала, он стал инвазивным видом. Это растение доминирует в экосистемах дюн, что приводит к сокращению распространенности местных видов.  Исключение местных видов вызывает особую озабоченность, поскольку некоторые виды, которые делят нишу с V. rotundifolia, такие как Amaranthus pumilus Rafinesque, в настоящее время занесены в список находящихся под угрозой исчезновения.
Было показано, что плоды Vitex rotundifolia переносят кутикулярные алканы в песчаный субстрат. Это приводит к сильной гидрофобности песка, которая сохраняется в почве в течение многих лет. Эта гидрофобность может отрицательно повлиять на восстановление дюн или служить средством ограничения роста местных видов растений.
Группы по охране морских черепах выразили обеспокоенность тем, что густой рост V. rotundifolia может помешать морским черепахам добраться до приемлемых мест гнездования. Эти же организации полагают, что V. rotundifolia может ограничивать способность черепашек достигать океана после вылупления. В недавней статье USA Today эти опасения упоминаются как часть усилий по повышению осведомленности о V. rotundifolia и имеется как минимум одна обзорная статья. Однако эти опасения не получили научного подтверждения. Несколько видов морских черепах гнездятся вдоль побережья Каролины. К ним относятся находящаяся под угрозой исчезновения головастая черепаха (Caretta caretta), находящаяся под угрозой исчезновения зелёная черепаха (Chelonia mydas) и находящаяся под угрозой исчезновения ридли Кемпа (Lepidochelys kempii). Если будут найдены научные доказательства, подтверждающие утверждения о том, что V. rotundifolia наносит вред морским черепахам, эта угроза станет серьезной экологической проблемой.
Прутняк круглолистный выделяет из листьев большое количество метилхлорида. V. rotundifolia был одним из шести видов с самым высоким уровнем выбросов из 33 видов, обладающих этой характеристикой. Всего исследовано 187 видов. Метилхлорид производится естественным путём, но может быть причиной значительной части негативного воздействия на стратосферный озоновый слой.

### Законодательство
Ввиду инвазивных характеристик V. rotundifolia он был добавлен в Список вредных сорняков штата Северная Каролина (вступил в силу с 1 февраля 2009 г.). Растения из этого списка фактически запрещены на территории штата, поскольку владение, продажа и транспортировка этих видов являются незаконными. Вирджиния ввела постоянный карантин по всему штату (вступил в силу с 07.05.12), чтобы ограничить дальнейшее распространение V. rotundifolia. По крайней мере, 12 муниципалитетов в Северной и Южной Каролине приняли постановления, которые запрещают посадки V. rotundifolia и требуют от землевладельцев удалить существующие насаждения со своей собственности. В июне 2020 года Флорида также запретила V. rotundifolia, что сделало незаконными покупку во Флориде или перемещение в штат или внутри штата.

### Меры борьбы
Первоначально стебли прутняка круглолистного разрубают мачете. На поврежденные участки стеблей наносят 5,25% раствор имазапира. По истечении 6 месяцев все стебли удаляют. Эту процедуру обработки повторяют до тех пор, пока популяция полностью не погибнет. Триклопир можно использовать для обработки небольших побегов и рассады.

## Внешние ссылки
- Данные о встречаемости Vitex rotundifolia из GBIF.
- Профиль видов — Beach Vitex ( Vitex rotundifolia ), Национальный информационный центр по инвазивным видам, Национальная сельскохозяйственная библиотека США . Перечисляет общую информацию и ресурсы по пляжному витексу.